# Watch Dogs 2
Watch Dogs 2 (stilizat WATCH_DOGS2) este un joc video open-world de acțiune-aventură, dezvoltat de Ubisoft Montreal și publicat de Ubisoft. Succesor al jocului Watch Dogs din 2014, a fost lansat global pentru PlayStation 4, Xbox One și Microsoft Windows în noiembrie 2016.
Acțiunea are loc într-o versiune ficțională a Golfului San Francisco, titlul fiind jucat dintr-o perspectivă third-person, iar harta poate fi navigată fie prin mers, fie cu ajutorul vehiculelor. Jucătorii îl controlează pe Marcus Holloway, un hacker care lucrează împreună cu grupul DedSec pentru a distruge sistemul avansat de supraveghere al orașului. Există multiple căi pentru a completa misiunile, iar fiecare succes crește numărul de fani ai lui DedSec. Modul multiplayer cooperative permite lupta 1v1 dintre jucători pentru a-l neutraliza pe cel care cauzează haos continuu.
Ubisoft Montreal, dezvoltatorul jocului, a studiat feedback-ul jucătorilor de la primul joc pentru a afla ce se poate îmbunătăți în Watch Dogs 2, iar cadrul a fost studiat după călătorii frecvente în California. Ubisoft Reflections a fost studioul responsabil pentru îmbunătățirea mecanicilor de condus. Hackeri din viața reală au fost consultați pentru a confirma scenariile și mecanicile de joc pentru autenticitate, iar referințele la hacktivism, precum protestul Project Chanology au fost ficționalizate. Coloana sonoră a Watch Dogs 2 a fost compusă de Hudson Mohawke.
După lansare, jocul a fost întâmpinat pozitiv și lăudat pentru că a fost îmbunătățit față de primul Watch Dogs în zone precum hacking, cadru, personaje și condus. Cu toate acestea, inconsistența personajelor, armele și problemele tehnice frecvente – mai târziu rezolvate prin patch-uri – au fost menționate ca imperfecțiuni.

## Gameplay
Similar predecesorului său, Watch Dogs 2 este un joc de acțiune-aventură cu elemente de stealth. Jucat dintr-o perspectivă third-person, protagonistul este Marcus Holloway – un tânăr hacker din Oakland, California – titlul conține o hartă open world, iar acțiunea are loc într-o versiune ficționalizată a Golfului San Francisco, un oraș de două ori mai mare decât Chicago din Watch Dogs. Orașul este format din patru zone diferite: San Francisco, Oakland, Marin, și Silicon Valley, toate acestea având diferite caracteristici și estetici. Jucătorii pot naviga fie prin mers, fie cu ajutorul vehiculelor din joc, precum mașini, camioane, autobuze, tramvaie, motociclete, ATV-uri și bărci. Mecanicile de condus au fost refăcute pentru a fi mai accesibile. Jucători pot trage cu arma și din mașină. Marcus are și abilități acrobatice, și poate face parkour prin oraș.
Jucătorii pot utiliza diferite căi pentru a completa misiunile jocului, alegând fie între abordarea agresivă, în care se vor confrunta cu inamicii folosind arme create cu ajutorul unui printer 3D, explozibile precum mine, sau propria arma de încăierare a lui Marcus, (the thunderball), o minge de billiard atașată la un cordon de bungee jumping. Alternativ, jucătorii pot folosi abordarea stealth, în care îi pot evita pe inamici sau paraliza temporar cu ajutorul pistolului cu laser a lui Marcus. Jucătorii pot completa misiunile și prin hacking. Când jucătorii comit prea multe fărădelegi, ofițerii de poliție vor intra în alertă și vor încerca să-i aresteze. Sistemul de upgrade revine și el, itemele fiind împărțite în trei categorii: Ghost, Aggressor, și Trickster. Jucătorii își pot îmbunătăți abilitățile conform stilului lor propriu de joc.

Marcus poate "intra" în sistemul din jurul său pentru a avansa într-o misiune.

Marcus poate hăckui diferite dispozitive conectate la sistemul ctOS cu ajutorul smartphone-ului său din joc. De exemplu, Marcus poate modifica informațiile personale a NPC-urilor pentru a fi arestați, poate manipula toate telefoanele mobile din joc, poate încurca traficul prin schimbarea culorii semafoarelor, poate hăckui camerele de luat vederi, și poate iniția un "mass hacking", care distruge echipamentul electronic al unui grup mare de oameni. Jucătorii au mai multe opțiuni atunci când intră în sistemul unui dispozitiv. De exemplu, dacă jucătorul încearcă să hăckuiască o mașină, ei pot avea control absolut asupra ei, sau o pot îndrepta într-o direcție aleatoare. Dacă jucătorul intră într-o cutie de distribuție, ei o pot dezactiva sau o pot schimba într-o mină de proximitate. Spre deosebire de Aiden, protagonistul primului joc, Marcus are un arsenal de echipament avansat, inclusiv o dronă și o mașinuță teleghidată, amândouă putând fi folosite pentru hacking și cercetare. Înfățișarea lui Marcus poate fi și ea schimbată, existând peste 700 de articole de îmbrăcăminte, disponibile pentru achiziționare în magazine care păstrează stilul unic al zonei respective. Jocul conține diferite misiuni principale, dar și misiuni secundare, cunoscute ca și "operațiuni". Odată completate, numărul de fani ai lui Marcus va crește, iar acest lucra va conta în poveste.

### Multiplayer
Modul multiplayer se întoarce în Watch Dogs 2. Jocul introduce un mod cooperative multiplayer, în care jucătorii se pot întâlni și interacționa aleatoriu cu alți jucători. Ei pot explora harta open world și completa misiuni împreună, care îi vor ajuta pe jucători să câștige fani. Jocul conține și un sistem de emote, care le permite personajelor jucătorilor să comunice fiecare cu fiecare prin gesturi obișnuite. Jocul poate fi jucat în întregime online sau offline. Conține și două moduri competitive multiplayer:
- Hacking Invasions: Un mod competitive multiplayer 1v1, apărut inițial în primul joc, în care un jucător intră pe ascuns în sesiunea de single-player a altui jucător și le fură datele. Jucătorul invadator trebuie să stea ascuns în timp ce fură aceste date, și să scape odată ce operațiunea este terminată, în timp ce jucătorul invadat trebuie să-l identifice și omoare pe invadator.[16]
- Bounty Hunter: Bounty Hunter este un nou mod introdus în joc. Dacă un jucător online creează prea mult haos în lume, modul va fi inițiat. Poliția, împreună cu unul, doi sau trei jucători, se va alătura sesiunii jucătorului pentru a-l omorî și a revendica recompensa, după care vor primi XP. Jucătorul vânat poate riposta prin asasinarea vânătorilor, unde vor primi premii mai mari, sau fugi până ce recompensa va expira.[21] Între timp, vânatul poate fi ajutat de un alt jucător dacă acela alege să facă asta. Jucătorii își pot plasa singuri o recompensă pe ei înșiși prin folosirea smartphone-ului din joc.[22]

## Intrigă
După evenimentele din Chicago, San Francisco este următorul oraș care implementează ctOS-ul (central Operating System-Sistemul Central de Operare), care conectează fiecare persoană cu orice. Marcus Holloway (Ruffin Prentiss), un hacker de 24 de ani din Oakland, California, este acuzat de o fărădelege pe care nu a comis-o, de noua versiune a ctOS-ului – ctOS 2.0 – care îl clasifică ca și suspect. Realizând că sistemul îi nedreptățește pe ascuns pe cetățenii inocenți din San Francisco, el decide să colabereze cu grupul de hackeri DedSec pentru a doborî sistemul ctOS 2.0, și pe Blume, corporația din spatele cortinei.
Marcus se alătură grupului DedSec și lucrează împreună cu Sitara (Tasya Teles), Wrench (Shawn Baichoo), Horatio (Michael Xavier) și Josh (Jonathan Dubsky), iar aceștia încep să-și folosească abilitățile pentru a expune corporațiile și organizațiile corupte care folosesc în secret datele personale din ctOS pentru scopurile lor proprii. Jocul începe cu Marcus – cunoscut și sub numele de Retr0 – care susține un test de inițiere: ștergerea profilului ctOS propriu. Primit în DedSec, el află că o biserică numită New Dawn este de fapt o organizație criminală. În cele din urmă, ei află de existența unui mesaj subliminal, dar și de Bellwether, un program de manipulare a datelor, creat de Dušan Nemec (Christopher Jacot), CTO la Blume, care se folosește de informațiile din ctOS pentru a manipula politicile și finanțele lumii. Ulterior, DedSec reușește să-l recruteze pe Raymond "T-Bone" Kenney (John Tench), care este hotărât să se confrunte cu Blume. Cu ajutorul său, DedSec reușește să expună membrii corupți ai FBI-ului și ale altor corporații din Silicon Valley, dar și să-i doboare pe liderii Tezcas-ului, una dintre bandele locale, după ce aceștia l-au răpit și ucis pe Horatio, el refuzând să coopereze cu ei. Aflând că Blume plănuiește să instaleze un circuit de sateliți pentru a trece de rețeaua de comunicații subacvatică, care i-ar permite lui Blume să aibă controlul absolut al informațiilor electronice și al burselor, ei se infiltrează în zona lansării pentru a crea o "portiță de scăpare". Pentru a-i doborî pe Blume și Dušan pentru totdeauna, Marcus se infiltrează în sediul Blume din San Francisco și intră în serverele acestora, expunând existența programului Bellwether și faptele corupte ale lui Dušan. Dušan este arestat pentru fraudă, iar Blume este pusă sub investigație.
Într-o scenă de final extinsă, adăugată într-un patch de post-lansare, două persoane neidentificate notează că mai multe grupuri hacktiviste și asemănătoare cu DedSec au apărut global, ca răspuns la scandalul Blume din San Francisco, și că este momentul să-și pună în aplicare planurile proprii.

## Dezvoltare
La E3 2014, directorul executiv de la Ubisoft, Tony Key, a declarat că sunt mulțumiți de vânzările primului joc, iar brandul va fi transformat într-o serie. Conform regizorului creativ Jonathan Morin, scopul principal al primului joc a fost să inițieze brandul Watch Dogs. Conform lui Morin, ei intenționau să riște cu o continuare, decât să creeze o variantă mai lustruită a jocului anterior. Pentru a îmbunătăți jocul, Morin și echipa sa au citit recenziile de la primul joc, și au vizitat NeoGAF precum și alte forumuri pentru a studia feedback-ul jucătorilor. Prioritățile lor au inclus crearea unui mediu "verosimil", dăruindu-le jucătorilor mai multă libertate, și introducerea unui nou personaj principal, a cărui personalitate să fie complet diferită față de ceea a protagonistului din primul joc, Aiden Pierce. Mecanicile de condus au fost complet refăcute de Ubisoft Reflections, studioul responsabil pentru seria Driver, pentru a fi mai accesibile jucătorilor. În legătură cu plângerile adresate scăderii graficelor din Watch Dogs față de ceea ce s-a văzut la E3 2012, Ubisoft a asigurat că Watch Dogs 2 nu va suferi de acest lucru deoarece, spre deosebire de primul titlu, a fost dezvoltat pentru PlayStation 4 și Xbox One încă de la început. O altă îmbunătățire față de primul joc a fost o conexiune tematică mai proeminentă cu povestea. Operațiunile principale sunt structurate pe capitole, care continuă povestea odată cu completarea lor; capitolele pot dura și până la 90 de minute.
Dezvoltatorii au lucrat împreună cu hackeri pentru a le valida scenariile, inclusiv folosirea jargoanelor, dar și mecanicile de gameplay pentru a asigura autenticitatea subiectului în discuție. Propaganda folosită de grupul de hackeri din joc, DedSec, a fost influențată de cultura GIF-ului animat, glitch art și benzile desenate de la sfârșitul anilor '40. David Maynor a fost consilierul hackerilor. Regizorul de conținut Thomas Geffroyd, care are o experiență de 20 de ani cu comunitatea de hackeri, i-a fost dată misiunea de a acumula informații de la hacktiviști – precum scriitoarea Violet Blue – după care să i le comunice echipei. Jocul face referințe și la viața reală; Project Chanology a fost ficționalizat în misiunea "The False Prophets".
Ubisoft Montreal a organizat călătorii frecvente în California pentru a se documenta asupra cadrului, și a încercat să pună marea parte a obiectivelor turistice din acea regiune în joc. Conform producătorului Dominic Guay, a avea locații realiste și precise în joc este esențial pentru a-i încuraja pe jucători să exploreze harta open world. Spre deosebire de celelalte jocuri open world ale celor de la Ubisoft, jucătorii nu sunt nevoiți să escaladeze turnuri pentru a descoperi locații și misiuni. În schimb, jocul se deschide încă de la început, permițând jucătorilor să exploreze liber orașul. Noul sistem de progresie al jocului, care îi pune pe jucători să adune fani în loc să completeze misiunile principale, este o altă cale prin care Ubisoft Montreal a sperat să încurajeze explorarea și sentimentul că orașul este mai "deschis". Watch Dogs 2 a avut peste 60 de programatori în dezvoltarea sa.
Coloana sonoră a fost compusă de Hudson Mohawke. Este o combinație între muzică electronică și hip hop, și a fost abordată din gama muzicii culte de SF. Ubisoft a colaborat cu producătorul olandez de muzică Oliver Heldens pentru a introduce spiritul melodiei sale "Good Life" în venele DedSec. Pentru achiziționarea de muzică licențiată, a fost semnat un acord cu Amoeba Music. Coloana sonoră a lui Mohawke a fost lansată separat, via Warp Records, sub numele de: Ded Sec – Watch Dogs 2 (Original Game Soundtrack).
Zvonuri despre o continuare a lui Watch Dogs au apărut încă de la lansarea sa, dar au fost oficializate de Ubisoft prin rapoartele financiare din februarie și mai 2016, după care a fost confirmat și în "primul 11" de la E3 2016. O dezvăluire online de 20 de minute a avut loc câteva zile mai târziu. Pe 27 octombrie 2016, a fost anunțat că Watch Dogs 2 este aproape gata de lansare.

## Lansare
Pe 8 iunie 2016, Ubisoft a anunțat că jocul se va lansa pe 15 noiembrie al acelui an pentru platformele Microsoft Windows, PlayStation 4 și Xbox One în șase ediții diferite. În septembrie 2016, a fost anunțat că Watch Dogs 2 va fi îmbunătățit pentru PlayStation 4 Pro. În octombrie 2016, Ubisoft a anunțat că lansarea versiunii pentru Windows va fi amânată pentru 29 noiembrie 2016, pentru a fi siguri că jocul este bine optimizat. Cu două săptămâni înainte de lansare, Ubisoft și Samsung au anunțat un parteneriat prin care jucătorii vor primi o copie gratis Watch Dogs 2 la achiziționarea unui SSD sau monitor curbat de gaming Samsung. Copiile de pe Amazon Prime au fost subiectul de discuție a unei lansări timpurii, în care se arătau problemele modului multiplayer. Ubisoft a promis că-l va repara la timp dar în ziua lansării, compania a spus că este defect – citând lag persistent și crash-uri. Modul cooperative multiplayer a fost activat la o săptămână după lansare.
Jucătorii de pe PlayStation 4 au putut încerca jocul gratuit timp de trei ore în data de 17 ianuarie 2017; iar cei de pe Xbox One pe 24 ianuarie.
Precomenzile pentru The Gold Edition Collector's Edition includ conținut adițional, precum skin-uri pentru arme, vehicule și drone; the Deluxe Collector's Edition conține același lucru, dar fără season pass. Fiecare dintre acestea, precum și obișnuitul Collector's Edition, conține un robot fizic numit "Wrench Junior", care poate fi controlat prin folosirea unei aplicații mobile de pe smartphone sau tabletă. Gold Edition vine cu itemele menționate mai sus și cu season pass, și, cu toate că Deluxe Edition omite includerea season pass-ului, comprimă toate celelalte ediții. Misiunea "Zodiac Killer" este și ea exclusivă celor care precomandă jocul. Aceasta îl implică pe protagonistul Marcus Holloway care urmărește o clonă ce are aceleași metode ca și Ucigașul Zodiac. Membrii Amazon și Twitch Prime sunt singurii care vor primi iteme precum boost-uri de XP și pachete cu skin-uri. "ScoutXpedition", o misiune bonus pentru PlayStation 4, exclusivă precomenzilor, poate fi descărcată gratis din ianuarie 2017.
| Conținut                                 | Ediția Standard | Ediția Deluxe | Ediția San Francisco    | Ediția Gold | Pachetul Collector Wrench Jr Robot | Carcasa Collector The Return of DedSec |
| ---------------------------------------- | --------------- | ------------- | ----------------------- | ----------- | ---------------------------------- | -------------------------------------- |
| Digital                                  |                 |               |                         |             |                                    |                                        |
| Watch Dogs 2                             | Yes             | Yes           | Yes                     | Yes         | Yes                                | Yes                                    |
| Deluxe Pack                              | No              | Yes           | Yes                     | Yes         | Yes                                | Yes                                    |
| Season Pass                              | No              | No            | No                      | Yes         | Yes                                | Yes                                    |
| Misiunea Zodiac Killer                   | No              | No            | Yes                     | Yes         | No                                 | No                                     |
| Fizic                                    |                 |               |                         |             |                                    |                                        |
| Pachete exclusive                        | No              | (manșetă)     | (cutia colecționarului) | No          | No                                 | (carcasa colecționarului)              |
| Litografii                               | No              | Yes           | Yes                     | No          | No                                 | Yes                                    |
| Harta San Francisco                      | No              | Yes           | Yes                     | No          | No                                 | Yes                                    |
| Abțibilduri DedSec pentru laptop         | No              | No            | Yes                     | No          | No                                 | Yes                                    |
| Figurina Marcus (24 cm)                  | No              | No            | Yes                     | No          | No                                 | No                                     |
| Figurina Marcus-DedSec (27 cm)           | No              | No            | No                      | No          | No                                 | Yes                                    |
| Replică a șepcii și a cagulei lui Marcus | No              | No            | No                      | No          | No                                 | Yes                                    |
| Bandă desenată exclusivă de 64 pagini    | No              | No            | No                      | No          | No                                 | Yes                                    |
| Robotul Wrench Junior (20 cm)            | No              | No            | No                      | No          | Yes                                | No                                     |

### Conținut descărcabil
Cinci pachete de conținut descărcabil (DLC) vor fi lansate: T-Bone Content Bundle, Human Conditions, No Compromise, Root Access Bundle, și Psychedelic Pack. Datorită unui acord licențiat cu Sony Interactive Entertainment, toate DLC-urile pentru Watch Dogs 2 vor apărea mai întâi pentru PlayStation 4.
- T-Bone Content Bundle a fost lansat pentru PlayStation 4 pe 22 decembrie 2016,[58] și include o nouă setare de dificultate pentru modul co-op, Mayhem, plus hainele și camionul personajului Raymond "T-Bone" Kenney din primul Watch Dogs.
- Human Conditions va fi lansat în al doilea sfert al anului 2017, și include trei noi povești ce au loc în industriile de știință și medicină din San Francisco. Pachetul include și noi misiuni co-op cu personajul Jammer, un inamic priceput în tehnologie, capabil să vâneze jucători.
- No Compromise va fi lansat și el în al doilea sfert al anului 2017 și conține o nouă poveste ce implică mafia rusească, dar și un nou mod co-op, numit Showdown.
- Root Access Bundle (disponibil în ultimul sfert al anului 2016) și Psychedelic Pack (disponibil în ziua lansării) conține misiunea Zodiac Killer, precum și noi haine, autovehicule, skin-uri și arme.

## Recepție
Watch Dogs 2 a primit recenzii "majoritar favorabile", conform site-ului web Metacritic. Problemele tehnice de pe console au fost rezolvate odată cu actualizarea 1.04.
În recenzia sa, Zack Furniss de la Destructoid a lăudat schimbarea de cadru a continuării, spunând că îi lipsește seriozitatea, dar și că protagonistul Marcus Holloway are un anumit șarm și o anumită inteligență. A fost impresionat de componentele de hacking, deoarece le putea folosi pe mai multe domenii, și s-a bucurat de compatibilitatea sa cu abordarea non-letală; de fapt, Furniss a simțit că armele puteau fi excluse complet la acest capitol. Mecanicile de condus au fost lăudate pentru îmbunătățirea față de primul joc, cu toate că problemele tehnice precum glitch-urile și cadrele pe secundă scăzute au fost citate ca și imperfecțiuni. Pentru Matt Buchholtz, de la EGM, jocul a reprezentat "mai puțin o poveste despre un hacker și mai mult o călătorie în Golful San Francisco". Cadrul, personajele și povestea au fost considerate îmbunătățiri față de primul joc. Buchholtz a spus că sarcinile cerute pentru a câștiga fani au avut succes în a încuraja explorarea lumii. Cu toate acestea, el a notat – în legătură cu personajul principal – crimele nu își au rostul, ceea ce a dus la abordarea crescută a stealth-ului. Elise Favis de la Game Informer a avut și ea de lăudat și criticat elementele din Watch Dogs 2. Ea a lăudat faptul că hackingul a fost pus pe primul loc în gameplay și noile mecanici de condus sunt mai "suave", dar a văzut inconsistențe în acțiunile protagonistului în raport cu personalitatea sa și a spus că personajele secundare sunt "prea respingătoare și demne de milă pentru a fi tovarăși importanți". Favis a experimentat și ea cadre pe secundă scăzute pe PlayStation 4. Aron Garst de la Game Revolution a spus că Watch Dogs 2 a redresat "aproape fiecare aspect negativ din primul joc", iar de aceea, marchează o schimbare favorabilă în serie.
Dan Stapleton de la IGN l-a apreciat mai mult pe Marcus Holloway decât pe Aiden Pearce, protagonistul primului joc, dar și personajele secundare de la DedSec. Înclinația lui Marcus pentru integritate morală a fost o schimbare semnificativă pentru Stapleton, cu toate că fiecare este liber să ucidă oameni inocenți în joc dacă asta dorește. De aceea, personalitatea personajului a fost observată ca singurul motiv pentru violență, iar axioma de aici este abordarea stealth, pe care Stapleton a insistat că este cea mai la îndemână cu uneltele disponibile. Scriind pentru Polygon, Philip Kollar a observat că Watch Dogs 2 ar putea să fie distractiv pentru "cei care sunt tineri, enervați de sistemul în care trăiesc și sunt siguri de ceea ce este mai bine pentru lume". Acest comportament este obișnuit în cultura hackerilor și a genului open world. San Francisco – spațiul pe care el l-a descris ca fiind "proiectat inteligent" – nu a fost simțit prea mare de Kollar, dar i-a inspirat bucurie având abilitatea să-l exploreze complet. Criticile sale au fost îndreptate spre arme; utilizarea lor fiind considerată "un eșec total al folosirii imaginației" și neverosimilă pentru membrii DedSec—"un grup de genul lui Anonymous cu hackeri pacifiști". Alice Bell de la VideoGamer.com a scris în recenzia sa, "Lui Watch Dogs 2 îi lipsește rafinamentul... dar intrarea în DedSec este și ea o mică răzmeriță. Distracție și personaje interesante, iar tot orașul poate fi locul tău de joacă".

### Vânzări
În noiembrie 2016, Ubisoft a dezvăluit că precomenzile jocului au fost dezamăgitoare pentru companie. De aceea, Ubisoft a abordat o metodă mai conservatoare și a redus așteptările de vânzări pentru a doua jumătate a anului fiscal 2017. Cu toate acestea, Yves Guillemot, CEO la Ubisoft, este convins că jocul nu va fi un eșec comercial, și a comparat jocul cu Far Cry 3, un succes comercial cu precomenzi scăzute. El crede că recenziile vor avea un impact mare pentru vânzările jocului, datorită metodei "așteaptă-și-vezi" a consumatorilor.
Watch Dogs 2 a fost al doilea cel mai bine vândut titlu din Regatul Unit în săptămâna lansării, conform Chart-Track, dar cu o scădere de 80% față de primul joc. În Statele Unite, jocul a fost pe locul 8 în topul celor mai profitabile jocuri din luna ianuarie 2017.

## Legături externe
- Site web oficial